# Mydaea minor
Mydaea minor är en tvåvingeart som beskrevs av Ma och Wu 1986. Mydaea minor ingår i släktet Mydaea och familjen husflugor. Inga underarter finns listade i Catalogue of Life.